# Giorgio Carrara
Giorgio Emiliano Carrara (Las Breñas, Chaco, Argentina; 16 de febrero de 2001) es un piloto de automovilismo argentino. 
Compitió en los campeonatos de España, Italia y ADAC de Fórmula 4, y el Campeonato de Fórmula 3 de la FIA, todas con el equipo Jenzer Motorsport.

## Carrera

### Inicios
Carrara comenzó su carrera en el karting en 2007, donde ganó varios campeonatos, 2010 fue su mejor año con cuatro títulos. En 2011 pasó a Europa y finalizó décimo en la Copa Final WSK.
Regresó a Argentina, donde continuó hasta 2016. En 2015 se consagró campeón nacional en la Clase Sudam Junior. También participó en varios campeonatos europeos y mundiales. En 2014 fue decimoctavo en la Clase KF Junior del Campeonato Mundial CIK-FIA y en 2015 fue quinto en la Copa Final WSK.

### Fórmula 4

#### Campeonato de Italia de Fórmula 4
En 2017, pasó a carreras de monoplazas e hizo su debut en el Campeonato de Italia de Fórmula 4 con el equipo Jenzer Motorsport. Tuvo una temporada debut difícil, en la cual tres novenos puestos fueron sus únicos puntos finales. Finalizó decimocuarto en el Campeonato de Pilotos con 6 puntos.
En 2018 continuó con Jenzer, subió tres veces al podio en Paul Ricard, Monza e Imola respectivamente para finalizar séptimo en el campeonato con 112 puntos.
En 2019, Carrara obtuvo su primera victoria en la categoría en la tercera carrera de la ronda de Spielberg. Dejó la categoría tras su ascenso al Campeonato de Fórmula 3 de la FIA. En las cuatro rondas que disputó obtuvo 37 puntos, una victoria y una vuelta rápida, terminando decimotercero en el campeonato.

#### ADAC Fórmula 4
En 2018 además del campeonato italiano, también participó como piloto invitado en el campeonato ADAC Fórmula 4 con Jenzer durante el fin de semana de carrera en Hockenheimring, donde finalizó 15.º en la primera carrera, pero se retiró en la segunda.
En 2019, volvió a participar como invitado en las rondas de Spielberg y Hockenheim, en sus cinco carreras su mejor resultado fue un quinto puesto en la primera carrera de la ronda alemana.

#### Campeonato de España de Fórmula 4
En 2019, Carrara participó en el Campeonato de España de Fórmula 4 en Paul Ricard donde se llevó la victoria en las tres carreras de la ronda.

#### Campeonato de Estados Unidos de Fórmula 4
En 2022, tras estar tres años inactivo, el argentino regresó a las pistas junto al equipo International Motorsport a partir de la tercera ronda de la F4 Estadounidense disputada en Mid-Ohio. Su mejor ubicación fue un cuarto lugar en la carrera 3 de dicha ronda.

### Campeonato de Fórmula 3 de la FIA

#### 2019

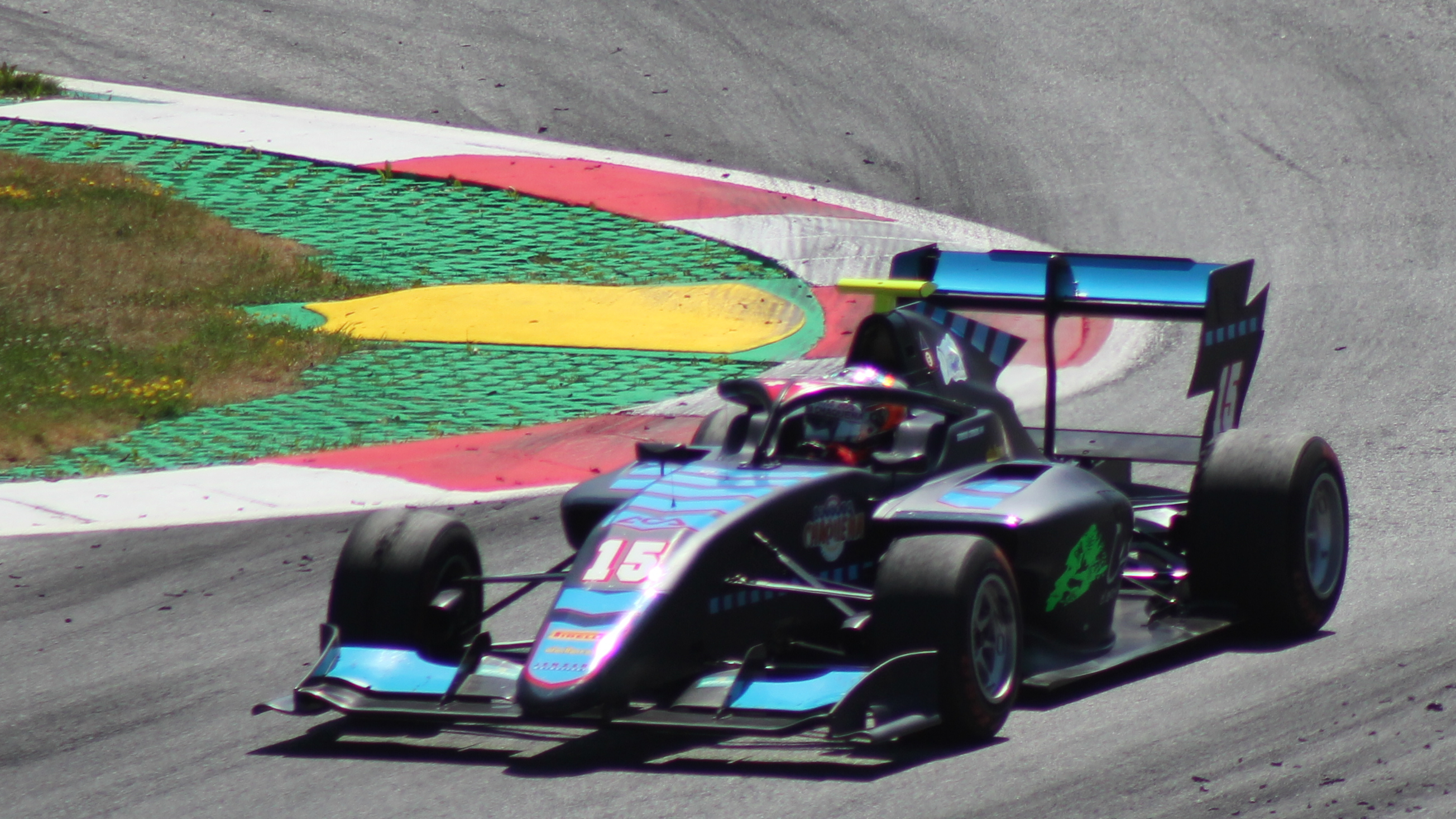
Giorgio en su debut en Fórmula 3.

En 2019, compitió bajo licencia suiza en el Campeonato de Fórmula 3 de la FIA con la escudería Jenzer Motorsport en reemplazo del ruso Artem Petrov en la ronda de Spielberg, finalizando vigesimoctavo y vigesimoprimero respectivamente. Volvió a competir en Budapest luego de que el italiano Federico Malvestiti lo hiciera en Silverstone. En Spa-Francorchamps logró el decimosexto lugar en la primera carrera, mientras que en la segunda carrera se vio obligado a retirarse debido a un pinchazo en el inicio de la misma. En la siguiente ronda, en Monza, partió cuarto en la grilla de partida, pero debió abandonar en la primera vuelta debido a un daño en la suspensión de su monoplaza, y en la carrera 2 finalizó vigesimotercero, delante de su compañero Andreas Estner. Finalmente terminó trigésimo en el Campeonato de Pilotos sin puntos.

### USF Juniors
En 2022, además de participar en la Fórmula 4 Estadounidense, Carrara disputó media temporada de la nueva categoría llamada USF Juniors junto al equipo International Motorsport. Finalizó cuarto en la tercera carrera en Mid-Ohio como mejor resultado y se ubicó decimotercero en el campeonato con 122 puntos finales.

## Resumen de carrera
| Temporada | Categoría                                 | Equipo                   | Carreras | Victorias | Poles | VR | Podios | Puntos | Pos. |
| --------- | ----------------------------------------- | ------------------------ | -------- | --------- | ----- | -- | ------ | ------ | ---- |
| 2017      | Campeonato de Italia de Fórmula 4         | Jenzer Motorsport        | 21       | 0         | 0     | 0  | 0      | 6      | 14.º |
| 2018      | ADAC Fórmula 4                            | Jenzer Motorsport        | 2        | 0         | 0     | 0  | 0      | 0      | NC†  |
| 2018      | Campeonato de Italia de Fórmula 4         | Jenzer Motorsport        | 21       | 0         | 0     | 0  | 3      | 112    | 7.º  |
| 2019      | Campeonato de Italia de Fórmula 4         | Jenzer Motorsport        | 12       | 1         | 0     | 1  | 1      | 37     | 13.º |
| 2019      | Campeonato de España de F4                | Jenzer Motorsport        | 3        | 3         | 0     | 1  | 3      | 55     | 11.º |
| 2019      | ADAC Fórmula 4                            | Jenzer Motorsport        | 5        | 0         | 0     | 0  | 0      | 0      | NC†  |
| 2019      | Campeonato de Fórmula 3 de la FIA         | Jenzer Motorsport        | 8        | 0         | 0     | 0  | 0      | 0      | 30.º |
| 2022      | Campeonato de Estados Unidos de Fórmula 4 | International Motorsport | 3        | 0         | 0     | 0  | 0      | 12     | 20.º |
| 2022      | USF Juniors                               | International Motorsport | 9        | 0         | 0     | 0  | 0      | 122    | 13.º |
| Fuente:   |                                           |                          |          |           |       |    |        |        |      |

- † Carrara fue piloto invitado, por lo tanto no fue apto para sumar puntos.

## Resultados

### Campeonato de Fórmula 3 de la FIA
(Clave) (negrita indica pole position) (cursiva indica vuelta rápida puntuable)

| Año  | Escudería         | 1   | 1   | 2   | 2   | 3   | 3   | 4   | 4   | 5   | 5   | 6   | 6   | 7   | 7   | 8   | 8   | Pos. | Puntos | Ref.   |
| ---- | ----------------- | --- | --- | --- | --- | --- | --- | --- | --- | --- | --- | --- | --- | --- | --- | --- | --- | ---- | ------ | ------ |
| 2019 | Jenzer Motorsport | BAR | BAR | LEC | LEC | SPI | SPI | SIL | SIL | BUD | BUD | SPA | SPA | MNZ | MNZ | SOC | SOC | 30.º | 0      | [ 19 ] |
| 2019 | Jenzer Motorsport |     |     |     |     | 28  | 21  |     |     | 25  | 21  | 16  | Ret | Ret | 23  |     |     | 30.º | 0      | [ 19 ] |